# 群馬県立万場高等学校
群馬県立万場高等学校（ぐんまけんりつ まんばこうとうがっこう、英: Gunma Prefectural Manba High School）は、群馬県多野郡神流町大字生利にある公立の高等学校。

## 概要
群馬県内の高等学校としては最南端に位置する。

## 設置学科
- 普通科（2年次から下記の3コースに分かれる）
  - 教養コース
  - 福祉サービスコース
  - 水産コース

## 校訓・教育方針

### 校訓
自立貢献

### 教育目標
心身を鍛錬し、学ぶことに勤しみ、社会に貢献できる自立した人材の育成

## 沿革
- 1951年（昭和26年）- 群馬県立藤岡高等学校定時制万場分校として創立。
- 1958年（昭和33年）- 定時制課程の募集を停止して全日制課程移行。
- 1968年（昭和43年）- 独立校昇格に伴い群馬県立万場高等学校と改称。
- 2003年（平成15年）- 神流町立中里中学校、上野村立上野中学校の2校と「連携型中高一貫教育実践校」となる。
- 2011年（平成23年）- 創立60周年を契機に、校訓「自立貢献」が制定される。

## 部活動
- 運動部 - バスケットボール（男）、バレーボール（女）、卓球、ウエイトリフティング（男）、陸上競技、バドミントン
- 文化部 - 吹奏楽、ボランティア、家政、写真
- 同好会 - クライミング

## 連携校
下記の2中学校と連携型中高一貫教育校を形成している。高校の教員が毎週各中学校にいって授業を行っている。また、年に数回、教科ごとに中学から高校に、高校から中学に教員が行って授業を行っている。
- 神流町立中里中学校
- 上野村立上野中学校

## 校歌
作詞：鈴木比呂志、作曲：服部良一

## 所在地
〒370-1503 群馬県多野郡神流町大字生利1549-1

## 著名な卒業生
- 黒澤八郎 - 多野郡上野村15代村長